# Wahlen 1980
◄◄ | ◄ | 1976 | 1977 | 1978 | 1979 | Wahlen 1980 | 1981 | 1982 | 1983 | 1984 | ► | ►►

Weitere Ereignisse
Die Liste der Wahlen 1980 umfasst Parlamentswahlen, Präsidentschaftswahlen, Referenden und sonstige Abstimmungen auf nationaler und subnationaler Ebene, die im Jahr 1980 weltweit abgehalten wurden.

## Termine
| Land                  | Datum                | Link zur Wahl 1980                                 | Link zur vorigen Wahl | Bemerkungen                                                  |
| --------------------- | -------------------- | -------------------------------------------------- | --------------------- | ------------------------------------------------------------ |
| Indien                | 3. und 6. Jan.       | Parlamentswahl in Indien                           | 1977                  |                                                              |
| Iran                  | 25. Januar           | Präsidentschaftswahl im Iran                       |                       | erste Präsidentschaftswahlen nach der islamischen Revolution |
| Guinea                | 27. Januar           | Parlamentswahl in Guinea                           |                       | [ 1 ]                                                        |
| Südrhodesien          | 14. und 27.–29. Feb. | Parlamentswahl in Südrhodesien                     |                       | gemäß dem Lancaster-House-Abkommen;                          |
| Kanada                | 18. Februar          | Kanadische Unterhauswahl                           | 1979                  | Wahl nach einem gescheiterten Misstrauensvotum               |
| Gabun                 | 24. Februar          | Parlamentswahl in Gabun                            |                       | [ 3 ]                                                        |
| Rumänien              | 9. März              | Parlamentswahl in Rumänien                         |                       | [ 4 ]                                                        |
| Iran                  | 14. März und 9. Mai  | Parlamentswahl im Iran                             |                       |                                                              |
| BR Deutschland        | 16. März             | Landtagswahl in Baden-Württemberg                  | 1976                  |                                                              |
| Polen                 | 23. März             | Parlamentswahl in Polen                            |                       | [ 5 ]                                                        |
| BR Deutschland        | 27. April            | Landtagswahl im Saarland                           | 1975                  |                                                              |
| Sudan                 | 28. Apr. – 10. Mai   | Parlamentswahl im Sudan                            |                       | [ 6 ]                                                        |
| Nepal                 | 2. Mai               | Referendum über das Regierungssystem in Nepal 1980 |                       | [ 7 ]                                                        |
| BR Deutschland        | 11. Mai              | Landtagswahl in Nordrhein-Westfalen                | 1975                  |                                                              |
| São Tomé und Príncipe | 12. Mai              | Parlamentswahl in São Tomé und Principe            |                       | erste Wahl nach der Unabhängigkeit 1975                      |
| Österreich            | 18. Mai              | Bundespräsidentenwahl                              | 1974                  |                                                              |
| Peru                  | 18. Mai              | Präsidentschaftswahl in Peru                       |                       | [ 9 ]                                                        |
| Italien               | 8.–9. Juni           | Regionalwahlen in Italien (15 Regionen)            | 1975                  |                                                              |
| Ungarn                | 8. Juni              | Parlamentswahl in Ungarn                           |                       | [ 10 ]                                                       |
| Irak                  | 20. Juni             | Parlamentswahl im Irak                             |                       |                                                              |
| Japan                 | 22. Juni             | Parlamentswahlen in Japan                          |                       |                                                              |
| Niederlande           | 1. Juli              | Parlamentswahl in den Niederlanden                 |                       | [ 11 ]                                                       |
| Dominica              | 21. Juli             | Parlamentswahl in Dominica                         |                       | [ 12 ]                                                       |
| Salomonen             | 6. August            | Parlamentswahl auf den Salomonen                   |                       | erste Wahl nach der Unabhängigkeit 1978                      |
| Angola                | 23. August           | Wahlen zur Nationalen Volksversammlung in Angola   |                       |                                                              |
| Chile                 | 11. September        | Verfassungsreferendum in Chile                     |                       |                                                              |
| Frankreich            | 28. September        | Senatswahl in Frankreich                           |                       | [ 14 ]                                                       |
| BR Deutschland        | 5. Oktober           | Bundestagswahl                                     | 1976                  |                                                              |
| Portugal              | 5. Oktober           | Parlamentswahl in Portugal                         | 1979                  |                                                              |
| Australien            | 18. Oktober          | Parlamentswahl in Australien                       |                       | [ 15 ]                                                       |
| Tansania              | 26. Oktober          | Parlamentswahl in Tansania                         |                       | [ 16 ]                                                       |
| Vereinigte Staaten    | 4. November          | Wahl zum Senat                                     | 1978                  |                                                              |
| Vereinigte Staaten    | 4. November          | Wahl zum Repräsentantenhaus                        | 1978                  |                                                              |
| Vereinigte Staaten    | 4. November          | Präsidentschaftswahl                               | 1976                  |                                                              |
| Färöer                | 8. November          | Løgtingswahl                                       | 1978                  |                                                              |
| Elfenbeinküste        | 9. und 23. Nov.      | Parlamentswahl in der Elfenbeinküste               |                       | [ 17 ]                                                       |
| Angola                | 11. November         | Parlamentswahl in Angola                           |                       | [ 18 ]                                                       |
| Nauru                 | 6. Dezember          | Parlamentswahl in Nauru                            |                       | [ 19 ]                                                       |
| Kap Verde             | 7. Dezember          | Parlamentswahl auf den Kapverden                   |                       | erste Wahl nach der Unabhängigkeit 1975                      |
| Portugal              | 7. Dezember          | Präsidentschaftswahl in Portugal                   |                       |                                                              |
| Uganda                | 10.–11. Dez.         | Parlamentswahl in Uganda                           |                       | [ 21 ]                                                       |
| Guyana                | 15. Dezember         | Parlamentswahl in Guyana                           |                       | [ 22 ]                                                       |
| Singapur              | 23. Dezember         | Parlamentswahl in Singapur                         |                       | [ 23 ]                                                       |